# Paramacrocera
Paramacrocera är ett släkte av tvåvingar. Paramacrocera ingår i familjen platthornsmyggor.
Kladogram enligt Catalogue of Life:
| Paramacrocera | \| \| Paramacrocera anomala \| \| \| \| \| \| Paramacrocera brevicornis \| \| \| \| \| \| Paramacrocera lanei \| \| \| \| |
|               | \| \| Paramacrocera anomala \| \| \| \| \| \| Paramacrocera brevicornis \| \| \| \| \| \| Paramacrocera lanei \| \| \| \| |
|               | Paramacrocera anomala |
|               | |
|               | Paramacrocera brevicornis                                                                                                 |
|               | |
|               | Paramacrocera lanei |
|               | |